# اریش هونکر
اِریش ارنست پاول هونِکِر (به آلمانی: Erich Honecker)، (زاده ۲۵ اوت ۱۹۱۲ – درگذشته ۲۹ مه ۱۹۹۴) سیاست‌مدار کمونیست اهل آلمان بود که به عنوان دبیرکل حزب اتحادیه سوسیالیست‌های آلمان و رهبر جمهوری دموکراتیک آلمان فعالیت کرد.

## زندگی
وی در ۲۵ اوت ۱۹۱۲ در شهر نویکیرشن واقع در ایالت زارلند به دنیا آمد. وی در جوانی به حزب کمونیست آلمان پیوست و با به قدرت رسیدن نازی‌ها از سال ۱۹۳۵ به زندان افتاد تا آن‌که در سال ۱۹۴۵ قوای شوروی او را از زندان آزاد کردند. پس از جنگ او در سال ۱۹۴۶ به عنوان عضو کمیته مرکزی حزب کمونیست انتخاب شد و در سال ۱۹۷۱م با کناره‌گیری والتر اولبریخت به ریاست جمهوری آلمان شرقی و دبیرکلی حزب کمونیست آلمان شرقی برگزیده شد. دیپلماسی فعال او باعث شد تا اکثر کشورهای جهان آلمان شرقی را به رسمیت بشناسند و این کشور در سال ۱۹۷۳م به عضویت سازمان ملل متحد در بیاید، در ۱۹۷۵م هونکر با امضای توافقنامه هلسینکی نقش آلمان شرقی را در عرصه جهانی توسعه داد. هونکر از مدافعان سرسخت احداث دیوار برلین بود و به ساخت و توسعه آن افتخار می‌کرد و در دوران زمامداری او این دیوار به تأسیسات مرگباری مجهز شد. هونکر به مدت ۱۸ سال بر آلمان شرقی حکومت کرد و با روی کار آمدن گورباچف در شوروی به شدت با اصلاحات او مخالفت کرد و این مخالفت‌ها را بارها بر زبان جاری کرده بود اما گورباچف به او اخطار کرد: 
کسی که از زمانه عقب بماند تنبیه خواهد شد

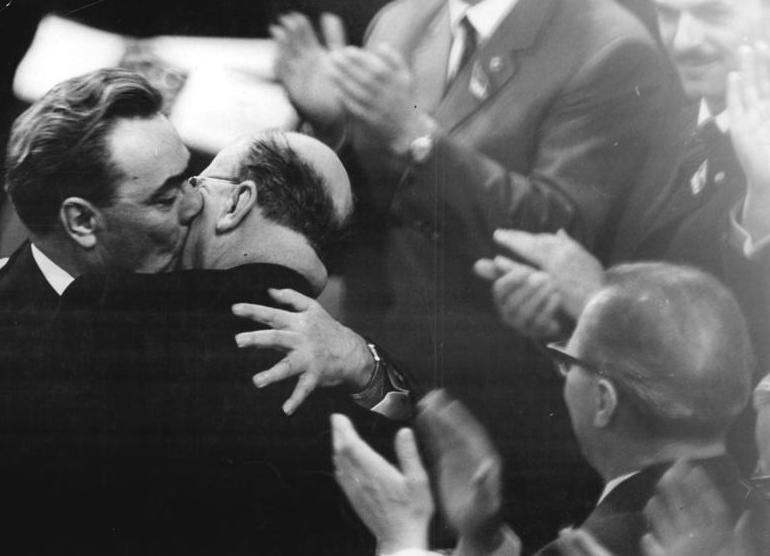
تصویر بوسه برادرانه سوسیالیستی میان برژنف و هونکر؛ آوریل ۱۹۶۷‏

هونکر در روز ۱۸ اکتبر ۱۹۸۹ یک ماه پیش از فروپاشی دیوار برلین در برابر موج اصلاح‌طلبی مردم مجبور به استعفا شد و در ویلای خود تحت نظر قرار گرفت. دو آلمان در پاییز ۱۹۹۰ متحد شدند و هونکر در همان زمان به مسکو فرار کرد و با حضور در سفارت شیلی تقاضای سفر به شیلی برای پیوستن به دخترش را کرد اما با فشار دولت آلمان، شیلی با تقاضای سفر او موافقت نکرد. هونکر در سال ۱۹۹۲ به آلمان برگشت و در دادگاه محاکمه گردید. نهایتاً اریش هونکر در ۱۴ ژانویه ۱۹۹۳ آزاد شد و به شیلی رفت و در ۲۹ مه ۱۹۹۴ بر اثر بیماری سرطان کبد در سن ۸۱ سالگی در شیلی درگذشت.